# Дальнеконстантиновський район
Дальнеконстантиновський район (рос. Дальнеконстантиновский район) — адміністративно-територіальна одиниця (район) та муніципальне утворення (муніципальний район) у центральній частині Нижньогородської області Росії.
Адміністративний центр — робітниче селище Дальнє Константиново.

## Історія
Район було утворено 1929 року.

## Населення
| 1939    | 1959    | 1970    | 1979    | 1989    | 2002    | 2008    |
| ------- | ------- | ------- | ------- | ------- | ------- | ------- |
| 58 834  | ↘42 013 | ↘32 369 | ↘27 048 | ↘25 481 | ↘25 251 | ↘24 362 |
| 2009    | 2010    | 2011    | 2012    | 2013    | 2014    | 2015    |
| ↘24 237 | ↘22 474 | ↘22 396 | ↗22 594 | ↘22 469 | ↘22 265 | ↘21 832 |
| 2016    | 2017    |         |         |         |         |         |
| ↘21 470 | ↘21 140 |         |         |         |         |         |